# Mendocino Range
Mendocino Range (auch Mendocino Mountains) ist eine inoffizielle Bezeichnung für einen Teil des Kalifornischen Küstengebirges im nördlichen Kalifornien. Sie liegt in Nord-Süd-Richtung zwischen der Pazifikküste und dem Tal des Eel River im Norden, beziehungsweise des Russian River im Süden. Die beiden Flusstäler trennen die Mendocino Range von den parallelen Mayacamas Mountains. Der Ort Mendocino liegt am Fuß der Berge.
Die Mendocino Range beginnt im südlichen Humboldt County und schließt Bear Mountain, Rainbow Ridge und den Grasshopper Peak, den höchsten Berg im Humboldt Redwoods State Park, mit ein. Das Gebiet zeichnet sich durch alten Baumbestand aus, darunter Küstenmammutbäume, Douglasien und Küsten-Tanne.
Die Mendocino Range beherbergt außerdem verschiedene Tierarten wie Elche, amerikanische Schwarzbären, verschiedene Fischarten wie den Königslachs oder die Regenbogenforelle, sowie verschiedene Vogelarten, unter anderem den Marmelalk und Weißkopfseeadler.  
Koordinaten: 39° 27′ N, 123° 35′ W